# Nacho Peña
Ignacio Peña Duque (Valladolid, 14 de octubre de 1982), conocido como Nacho Peña, es un periodista deportivo español.
Fue licenciado en periodismo por la Universidad San Pablo CEU de Madrid entre los años 2001 y 2006. Fue redactor oficial de la información relativa al Real Madrid C. F. en los programas "Punto Pelota" y  "El Chiringuito de Jugones" desde enero de 2010 hasta junio de 2017. Desde 2017 ejerce como corresponsal en el programa Fútbol Total en DirecTV Sports y realiza las entrevistas post partido del conjunto merengue. Además, en la actualidad trabaja como comentarista en GOL Televisión en los programas "Directo GOL" y "El Golazo de Gol". También colabora en Radio Marca en los espacios "Despierta San Francisco" y "Marcador europeo". Nacho Peña actúa como especialista en fútbol europeo en el show radiofónico "Estadio Blu" para Blu Radio Colombia. Escribe cada semana en el diario digital The Objective.[cita requerida] Participa al mismo tiempo en la tertulia deportiva de 8TV "Rondeando".

## Trayectoria
Comienza su andadura en el periodismo deportivo como becario en la redacción de Onda Cero en el 2004, coincidiendo con los juegos olímpicos de Atenas. 
En el año 2006 comienza a trabajar profesionalmente en la cadena Punto Radio donde conoce a Josep Pedrerol, quien lo contrata para la sección deportiva del programa “El Mirador” de la misma casa radiofónica.  En “El Mirador” Nacho Peña cubre la actualidad de una amplia gama de actividades deportivas de primer nivel: fútbol, baloncesto, hockey sobre hierba y tenis, incluyendo los torneos Máster de Madrid. Su papel en el seguimiento del club de fútbol Getafe, le otorga relevancia y visibilidad, convirtiéndose en el narrador de sus partidos y cronista de la actualidad del club. Esto coincide con una periodo importante para el equipo que alcanza dos finales de la Copa del Rey en 2007 y 2008, además de participar en competiciones europeas, lo que permite a Peña realizar la cobertura de partidos de primer nivel en la copa UEFA donde el Getafe se enfrenta a equipos como el SL Bénfica, el Tottenham Hotspur FC, el RSC Anderlecht  o el FC Bayern Múnich, entre otros. 
De manera paralela a su cobertura futbolística, Nacho Peña continua con la cobertura del baloncesto, participando en tres finales de la Copa del Rey de Baloncesto como inalámbrico. En las finales disputadas en Málaga (2007), Vitoria (2008) y Madrid (2009). Además de participar en el Campeonato Europeo de Baloncesto (EuroBasket) disputado en España el año 2007 llevando a cabo un seguimiento pormenorizado de la selección nacional.
Entre los años 2009 y 2010 se convierte en corresponsal en Madrid para la televisión autonómica de Castilla y León (CyLTV) para quienes realiza la cobertura especial de información general en adición a la información deportiva.
En 2009, compaginando con su labor de corresponsal, se reencuentra con Josep Pedrerol y se incorpora al equipo del programa televisivo “Punto Pelota” emitido por la cadena intereconomía televisión, enfocado en el fútbol su labor inicial consiste en la crónica de los goles de la jornada tanto en primera como en segunda división. Al año siguiente, 2010, esta labor se amplía, siendo encomendado con la cobertura periodística del equipo Real Madrid C. F. para el mismo programa y ampliando también la frecuencia de su participación y el tiempo en pantalla y ganando cada vez más protagonismo hasta el año 2014.

## El Chiringuito de Jugones
En enero de 2014 el grupo de comunicación español, Atresmedia (A3M) llega a un acuerdo con el equipo del programa y comienza la emisión de “El Chiringuito de Jugones” que se emite en diversos canales de la cadena: La primera temporada se emitió en Nitro, que fue desde el 6 de enero de 2014 hasta el 1 de mayo de 2014, la segunda se emitió en La Sexta, que abarcó desde el 5 de mayo de 2014 hasta el 17 de julio de 2014. Por su parte, la tercera temporada se emitió en Neox entre el 18 de agosto de 2014 y el 9 de julio de 2015. Finalmente, el programa se emite en Mega desde su cuarta temporada, que se estrenó el 10 de agosto de 2015. El formato se emite de domingo a jueves entre las 00:00 y las 02:40 horas. En el programa, Peña se desempeña como redactor de la información relativa al Real Madrid, tertuliano y en ocasiones como presentador. En julio de 2017 anunció que dejaba el programa

## Fútbol Total (Direct Tv Sports)
Actualmente trabaja como corresponsal en el programa Fútbol Total en el canal DirecTV Sports.

## Speaker del Real Madrid C. F.
Speaker oficial de todos los eventos internacionales del Real Madrid C. F. desde 2014 ha prestado su voz para eventos de primer nivel entre los que se encuentran los siguientes: 
| Año  | Evento                       | Sede      | Resultado                                         |
| 2014 | Final Liga de Campeones UEFA | Lisboa    | Real Madrid 4-1 Atlético de Madrid                |
| 2014 | Supercopa de Europa          | Cardiff   | Real Madrid 2-0 Sevilla FC                        |
| 2015 | Mundial infantil fútbol base | Algarve   |                                                   |
| 2016 | Mundial infantil fútbol base | Algarve   |                                                   |
| 2016 | Final Liga de Campeones UEFA | Milán     | Real Madrid 1-1 Atlético de Madrid (5-3 penaltis) |
| 2016 | Supercopa de Europa          | Trondheim | Real Madrid 3-2 Sevilla FC                        |
| 2017 | Final Liga de Campeones UEFA | Cardiff   | Real Madrid 4-1 Juventus                          |
| 2018 | Final Liga de Campeones UEFA | Kiev      | Real Madrid 3-1 Liverpool                         |
| 2022 | Final Liga de Campeones UEFA | París     | Real Madrid 1-0 Liverpool                         |

## Colaboraciones en otros medios de comunicación
Desde el año 2014 Peña escribe la columna semanal “Puerta 55” en el periódico La Razón.
En 2015-2016 colabora como tertuliano en Radio Marca.
En la temporada 2016-2017 ha puesto su voz para los resúmenes de los partidos del Real Madrid C. F. para el programa televisivo Champions Total emitido por Atresmedia.
Participa cada semana en la tertulia del magazín de Real Madrid Televisión.

## Puerta 55
La sección con la que más se relaciona el nombre Nacho Peña y la que lo ha convertido en conocido entre el público es “Puerta 55”, un segmento de entrevistas personales a los aficionados del Real Madrid C. F. que se realiza in situ en la puerta 55 del estadio Santiago Bernabéu (colindante a la calle Padre Damián). El tono de las entrevistas es desenfadado, divertido y casual, en la que destaca la complicidad entre el periodista y la afición, que después del partido, hacen de esta sección un punto de encuentro identitario en el que  el público cuenta con un espacio inmediato para manifestar su opinión sobre el partido.

## Otros hechos destacados
Nacho Peña participó en el partido organizado por José Mourinho en el que se enfrentaba su cuerpo técnico contra la prensa española en el año 2011. En el encuentro intervinieron personalidades de la talla de Karanka, Silvino Louro o Rui Faria entre otros. El gol de la victoria fue marcado por Nacho Peña al mismo Mourinho para un resultado final de 3-2 favorable al equipo de periodistas.
Como curiosidad, es conocido en el equipo del programa el chiringuito por la adaptación de canciones populares a una temática futbolística. Siendo ejemplos destacados de esta actividad “¿Dónde esta la MSN?” en referencia a Messi, Suárez y Neymar delanteros del F. C. Barcelona con base musical de la popular charanga “tírate de la moto”, el otro tema destacado es “Felizidane” sobre el papel de Zinedine Zidane en el Madrid con base en la canción “Felicitá” del cantante italiano Al Bano. Estos dos temas, si bien no son los únicos, son los más destacables por la repercusión que tuvieron en la opinión pública y su inclusión en el imaginario colectivo convirtiéndose en frases y estribillos recurrentes.